# 张遵业
张遵业（508年—548年），名遵，字遵业，以字行，代人， 敦煌郡（今甘肃省敦煌市）人，北魏、东魏官员。

## 生平
张遵业跟随讨伐元颢有功，封安固县开国子，以外戚的身份出任尝药典御，很快出任宁远将军、云州大中正。普泰二年（532年），斛斯椿发动政变，杀死尔朱世隆、尔朱彦伯等人，张遵业兄弟参与其中，张遵业因功出任左将军、槃阳镇将、兼任清河郡太守。天平四年（537年）十月沙苑之战后，张遵业出任平西将军、建州刺史，后又改任显州刺史。武定五年（547年）十一月，张遵业跟随仪同刘丰生讨伐侯景，十二月，东魏军和侯景军在涡阳交战，侯景命令士兵都披上短甲，手执短刀，杀入东魏军阵，只是低头而视，瞧准东魏士兵的小腿和马腿砍去，东魏军队溃败，张遵业被侯景俘虏。侯景战败后，于武定六年（548年）春正月在涡阳杀死张遵业，张遵业时年虚岁四十一。张遵业的棺木送回京城时，高澄亲自吊祭，赠予张遵业骠骑大将军、定殷幽安四州刺史、开府仪同三司，其余官职如故，高澄派人监护丧事，于武定六年十月廿二日（548年12月7日）将张遵业葬于邺城西北五里近小岗的山脚。

## 家庭

### 六世祖
- 张某，陵江将军[1]

### 高祖
- 张某，征东将军[1]

### 曾祖
- 张某，酒泉郡太守[1]

### 祖父
- 张某，征南将军、南蛮校尉[1]

### 父亲
- 张琼，东魏济青汾三州刺史、仪同三司，赠肆并云恒四州诸军事、恒州刺史、司徒公、大行台[1]

### 兄弟姐妹
- 张欢，北魏驸马都尉、开府仪同三司、建州刺史、南郑县伯